# (5018) Tenmu
(5018) Tenmu ist ein Asteroid des Hauptgürtels, der am 19. Februar 1977 von den japanischen Astronomen Hiroki Kōsai und Kiichirō Furukawa am Kiso-Observatorium (IAU-Code 381) in Kiso am Berg Ontake entdeckt wurde.
Er wurde nach Temmu (~631–686) benannt, dem 40. Tennō, der 672 im Jinshin-Bürgerkrieg die Kaiserwürde an sich riss und später als Kaiser das Rechtssystem nach dem Vorbild des chinesischen Systems reformierte.